# Valerij Gergijev
Valerij Gergijev, ruski dirigent, * 2. maj 1953, Moskva.
svojo mladost je preživel na Kavkazu, z glasbo pa se je začel ukvarjati šele v srednji šoli, ko je začel igrati klavir. Dirigiranje je študiral v Sankt Peterburgu in že pri triindvajsetih letih je zmagal na tekmovanju Herbert von Karajan v Berlinu.
Leta 1978 je postal asistent Jurija Termikanova v Mariinskem gledališču. Med letoma 1981 in 1985 je bil šef dirigent Armenskega državnega orkestra, hkrati pa je gostoval v vseh pomembnejših orkestrih Sovjetske zveze.
Prvo mednarodno priznanje je dobil leta 1989 na glasbenem festivalu v nemški deželi Schleswig-Holstein, isto leto pa je prevzel mesto rednega gostujočega dirigenta orkestra v Rotterdamu. 
V 21. stoletju dirigira orkestrom po vsem svetu. Leta 2005 je bil imenovan za šefa dirigenta slovitega Londonskega simfoničnega orkestra (prevzel je mesto Sir-a Colina Davisa.
Z Orkestrom Mariinskega gledališča je dvakrat gostoval tudi v Ljubljani.